# Іскрене (станція)
Іскрене — проміжна залізнична станція 5-го класу Шевченківської дирекції Одеської залізниці на лінії Багачеве —  Цвіткове між колійним постом Прудянка (4 км) та Багачеве (13 км). Розташована в селі Іскрене Звенигородського району Черкаської області.

## Історія
Станція відкрита 1913 року на вже існуючій лінії Христинівка — Шпола, яка була введена в експлуатацію 15 (27) червня 1891 року.

## Пасажирське сполучення
На станції зупиняються приміські дизель-поїзди сполученням Черкаси — Христинівка — Умань.